# Lepidium tandilense
Lepidium tandilense är en korsblommig växtart som beskrevs av Osvaldo Boelcke. Lepidium tandilense ingår i släktet krassingar, och familjen korsblommiga växter. Inga underarter finns listade i Catalogue of Life.